# Julien Clerc
Paul Alain Leclerc (París, 4 de octubre de 1947), más conocido como Julien Clerc, es un cantautor francés.

## Vida y carrera
Hijo de un alto funcionario de la UNESCO y de una madre originaria de Guadalupe (Francia), es intérprete de numerosas canciones de la autoría de Étienne Roda-Gil. Es medio hermano del periodista Gérard Leclerc. Sus padres se divorciaron cuando él era aún joven. Vive en Bourg-la Reine, y practica el Scout en el Grupo Montaigne.
Fue durante el espectáculo teatral de Hair, que conoció a France Gall. Vivieron juntos hasta 1974. Escribió para ella Chasse-neige y le inspiró también Souffrir par toi n'est pas souffrir. 
Después de ésta separación, Julien Clerc se convirtió durante el rodaje del film: "D'amour et d'eau fraîche", en compañero sentimental de la actriz Miou-Miou, con quien vivió hasta 1981, y de esta relación nació en 1978 una hija, Jeanne, quien interpreta diversos roles, en teatro, televisión y cine, bajo el nombre artístico de Jeanne Herry.

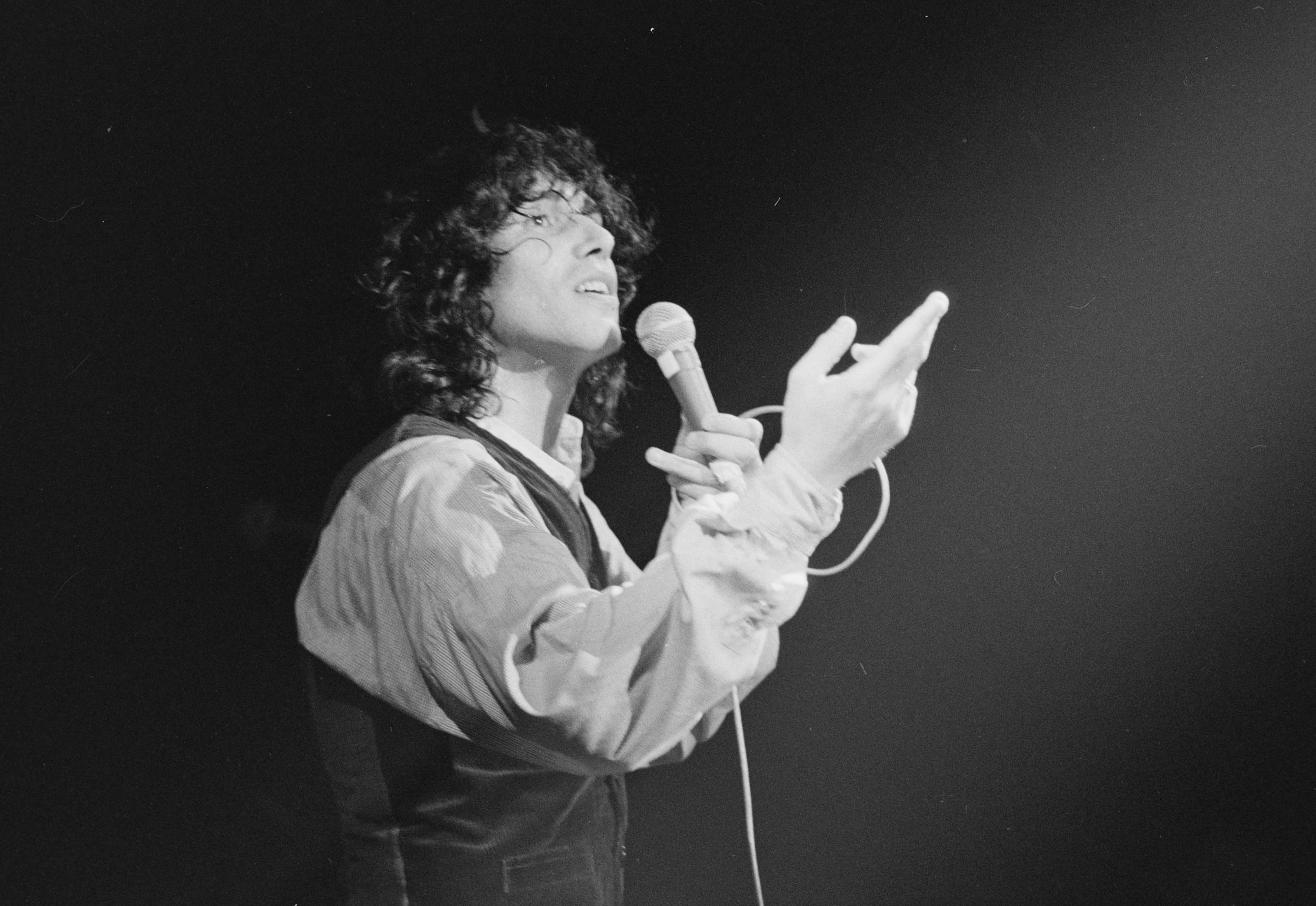
Julien Clerc en Ámsterdam, 1976.

En 1978, festejó su 30 cumpleaños, y su amigo Maxime Le Forestier escribió para él una de sus más bellas canciones, J'ai eu trente ans. El título apareció en el otoño de 1978 dentro del álbum: Jaloux. Su primer gran éxito (en materia de ventas) fue al lograr las 400,000 copias vendidas, al grabar la canción: Ma préférence de Jean-Loup Dabadie.
En 1980, Julien se separó profesionalmente de Etienne Roda-Gil así como de su arreglista Jean-Claude Petit.
Hacia 1982 lanzó su 12.º álbum, del cual destacó Femmes Je vous aime. Abandono el sello discográfico "Pathé Marconi" para integrarse en Virgin Records, marca en ese entonces que no era muy conocida. 
Para 1984, contrae nupcias con Virginie Couperie, con quien tuvo dos hijos: Vanille (nacida en 1985) y Barnabé (nacido en 1997). 
El álbum "Utile" fue lanzado en 1992 marcando su reencuentro con Roda-Gil. 
De 1996 al 2010 participó en los conciertos Enfoirés.
En 1997 celebró sobre el escenario sus cincuenta años, junto a Marc Lavoine, Alain Souchon, Françoise Hardy, Maurane y Pascale Obispo. A la par fue lanzado el disco titulado 'Le 4 octobre', que corresponde a la fecha de su cumpleaños.
A la salida de un reportaje en África, Clerc cedió los derechos de su canción Partir, a beneficio de ACNUR, la cual lo nombró embajador de buena voluntad en el año 2003.
Su álbum Double enfance salió a finales del 2005 y encontró el éxito, durante un período en que el mercado discográfico tradicional estaba colapsando debido a la irrupción del mercado digital. El álbum presentó entre otras, dos canciones de Etienne Roda-Gil.
Su nueva compañera sentimental Hélène Grémillon dio a luz al pequeño Leonard, nacido el 22 de abril de 2008. Julien fue padre por quinta vez, había adoptado a la hija de Miou-Miou, Ángele, mientras que, al año siguiente, se convirtió en abuelo por primera vez, del pequeño Jules. Se casó con Grémillon en 2012.
Su álbum más reciente Ou s'en vont les avions, salió el 15 de septiembre de 2008 del cual se extrae La jupe en laine. Participaron en él Maxime Le Forestier, Carla Bruni y Benjamin Biolay.
Julien fue padrino del Teletón francés 2008.
Clerc celebró sus cuarenta años de carrera sobre el escenario en el Casino de Paris. La grabación de dicho evento fue lanzada bajo el título "Tour 09". La grabación del evento tuvo lugar el 16 de julio de 2009 en el festival Nuits de Fouviere; el concierto fue retransmitido en directo y en formato 3-D en numerosas salas cinematográficas; Julien fue el primer artista europeo en hacer uso de ésta innovación tecnológica.

## Controversia
La canción Assez Assez de Julien generó polémica (la canción hace alusión a los pechos de Sophie Marceau), lo que generó protesta por parte de Sophie quien no intentó seguir un proceso. Marceau declaró: "Me avergonzó terriblemente este CD, cuando lo recibí, me escondí. Temí que mis amigos lo escucharan. Me sentí mal como si hubiese cometido una tontería. Como si mostrara mis senos por radio. Los senos son íntimos, es erótico, sexual, me sentí desnudada."

## Premios
- 1972, Cinco discos de Oro

## Discografía

### Álbumes de estudio
- 1968: Julien Clerc
- 1970: Des jours entiers à t'aimer
- 1971: Julien Clerc
- 1972: Liberté, Égalité, Fraternité... ou la Mort
- 1973: Julien
- 1974: Terre de France
- 1975: N.º 7
- 1976: À mon âge et à l'heure qu'il est
- 1978: Jaloux
- 1980: Clerc Julien
- 1980: Sans entracte
- 1982: Femmes, Indiscrétion, Blasphème
- 1984: Aime-moi
- 1987: Les Aventures à l'eau
- 1990: Fais-moi une place
- 1992: Utile
- 1997: Julien
- 2000: Si j'étais elle
- 2003: Studio
- 2005: Double Enfance
- 2008: Où s'en vont les avions?

### Álbumes en vivo
- 1970: Olympia '70
- 1973: Julien Clerc avec vous (Double 33 tours enregistré à l'Olympia).
- 1977: Enregistrement public au Palais des Sports (triple 33 tours).
- 1981: Vendredi 13 (double 33 tours enregistré à Lyon)
- 1983: Pantin 1983
- 1988: Pour les fous d'hier et d'aujourd'hui
- 1991: Amours secrètes... Passion publique
- 1994: Olympia intégral 94
- 1997: Le 4 octobre (enregistré au Palais des Sports à l'occasion des 30 ans de carrière de Julien Clerc).
- 2002: Julien déménage électrique & acoustique (double CD enregistré au Bataclan et au Zénith).
- 2009: Tour 09

### Recopilaciones
- 1985: Préférences
- 1994: Ce n'est rien (1968-1990)
- 1997: Si on chantait
- 1998: Intégrale 68-98 (caja 19 CD)
- 1999: Quatre compilations : Aimer, Danser, Utile(s) et Partir
- 2006: 100 Chansons (caja 5 CD)
- 2009: Best of (caja 3 CD)
- 2009: Live 74, 77, 81 & 09 (caja 7 CD)

## Videografía
- 1984: Bercy est à Julien (casete VHS).
- 1994: Olympia intégral 94 (Laser Disc).
- 2002: Julien déménage (DVD concierto en el Bataclan y en el Zénith + documental).

## Participaciones
- 1969: Hair (comédie musicale).
- 1979: 36 Front populaire (comédie musicale).
- 1979: Emilie Jolie de Philippe Chatel.
- 1990: Pierre et le loup de Prokófiev (voix off).
- 1994: À la Belle de Mai de Renaud (trois compositions).
- 2000: Les Enfoirés en 2000.
- 2006: Le Chasseur, duo avec Michel Delpech dans son álbum Michel Delpech &...
- 2008: Les secrets des Enfoirés.